# The Bridge (videojuego)
The Bridge es un videojuego de 2013 diseñado por el desarrollador americano Ty Taylor para Microsoft Windows, Linux, OS X, Amazon Fire TV, Android, Xbox 360, Xbox One, Ouya, PlayStation 3, PlayStation 4, PlayStation Vita, Wii U, y Nintendo Switch. Fue desarrollado por The Quantum Astrophysicists Guild. El jugador controla a un personaje y la rotación del entorno 2D, afectando la gravedad según la orientación del paisaje.

## Trama
El juego comienza con un personaje principal sin nombre, quien duerme bajo un manzano. Luego de que una manzana lo golpea en la cabeza y lo despierta, es guiado hasta su casa con tres puertas; detrás de cada puerta se encuentran más puertas y niveles. La historia es explicada por medio del entorno y los textos a medida que el juego progresa.

## Jugabilidad
La meta de cada nivel es llevar al personaje principal hasta la puerta de salida. Los puzles del juego están inspirados en el arte de M. C. Escher y, al igual que en sus obras, cada nivel está hecho en una escala de grises con ilustraciones dibujadas a mano. El jugador puede rotar el mundo utilizando las flechas del teclado, cambiando la dirección gravitacional de los objetos individuales, o controlar al personaje principal con las teclas A y D para moverse izquierda y derecha. La versión de Wii U utiliza el GamePad táctil y el acelerómetro. El jugador puede utilizar las capacidades táctiles del GamePad de la Wii U para interactuar con el mundo para mover al personaje, abrir puertas, activar objetos, e interactuar con el sistema del menú y la interfaz de usuario. El jugador también puede inclinar el GamePad de Wii U para rotar la gravedad dentro del juego.

## Recepción
The Bridge recibió reseñas positivas de parte de los críticos. Tiene un puntaje agregado de 74/100 de acuerdo con Metacritic. En 2012, el juego ganó el premio «Indie Game Challenge» por logros en dirección de arte y en jugabilidad.